# Copa del Rey 1999/2000
Die Copa del Rey 1999/2000 war die 96. Austragung des spanischen Fußballpokals Copa del Rey.
Der Wettbewerb startete am 1. September 1999 und endete mit dem Finale am 27. Mai 2000 im Estadio Mestalla (Valencia). Titelverteidiger des Pokalwettbewerbs war der FC Valencia. Den Titel gewann Espanyol Barcelona durch einen 2:1-Erfolg im Finale gegen Atlético Madrid. Damit qualifizierte sich Espanyol für den UEFA-Pokal 2000/01.

## Erste Hauptrunde
Die Spiele wurden am 1. September 1999 ausgetragen.
|                      | Ergebnis        |                        |
| -------------------- | --------------- | ---------------------- |
| SD Ponferradina      | 4:3             | Cultural Leonesa       |
| FC Zamora            | 2:1             | Racing de Ferrol       |
| Real Unión Irún      | 1:0             | FC Burgos              |
| CD Izarra            | 0:2             | FC Barakaldo           |
| FC Figueruelas       | 1:2             | Club Bermeo            |
| Real Ávila           | 2:2 (4:5 i. E.) | CD Talavera            |
| UD Lanzarote         | 1:1 (4:5 i. E.) | FC Getafe              |
| Gimnástica Segoviana | 1:0             | Universidad Las Palmas |
| Coria CF             | 1:0             | FC Cádiz               |
| Real Linense         | 1:2             | UD Melilla             |
| Dos Hermanas CF      | 1:3             | FC Córdoba             |
| Guadix CF            | 0:0 (3:4 i. E.) | CP Almería             |
| UD Alzira            | 1:1 (4:3 i. E.) | Real Murcia            |
| CE Premià            | 2:0             | UD Levante             |
| FC Novelda           | 2:1             | FC Elche               |
| Lorca Deportiva      | 1:0             | FC Cartagena           |

## Zweite Hauptrunde
Die Hinspiele wurden am 10. November, die Rückspiele am 1. Dezember 1999 ausgetragen.
|                      | Gesamt |                    | Hinspiel | Rückspiel |
| -------------------- | ------ | ------------------ | -------- | --------- |
| CA Osasuna           | 2:1    | FC Sevilla         | 1:0      | 1:1       |
| FC Córdoba           | 1:3    | Espanyol Barcelona | 1:1      | 0:2       |
| Bermeo CF            | 0:2    | Betis Sevilla      | 0:0      | 0:2       |
| UD Salamanca         | 4:6    | Rayo Vallecano     | 2:2      | 2:4       |
| Real Unión Irún      | 2:1    | Real Valladolid    | 1:1      | 1:0       |
| Recreativo Huelva    | 0:4    | Real Saragossa     | 0:0      | 0:4       |
| Hércules Alicante    | 0:3    | Racing Santander   | 0:0      | 0:3       |
| CD Logroñés          | 3:1    | Real Sociedad      | 2:1      | 1:0       |
| Lorca Deportiva      | 0:3    | Real Oviedo        | 0:1      | 0:2       |
| FC Extremadura       | 1:2    | Deportivo Alavés   | 1:1      | 0:1       |
| UD Melilla           | 4:5    | Athletic Bilbao    | 2:2      | 2:3       |
| UD Alzira            | 0:2    | FC Málaga          | 0:0      | 0:2       |
| SD Compostela        | 6:5    | CD Numancia        | 4:2      | 2:3       |
| FC Barakaldo         | 3:2    | CE Premià          | 1:0      | 2:2       |
| SD Ponferradina      | 2:4    | Albacete Balompié  | 1:1      | 1:3       |
| Coria CF             | 3:5    | UE Lleida          | 2:4      | 1:1       |
| CD Ourense           | 3:1    | FC Getafe          | 1:0      | 2:1       |
| Gimnástica Segoviana | 1:2    | Sporting Gijón     | 0:0      | 1:2       |
| FC Villarreal        | 3:1    | CD Leganés         | 0:1      | 3:0       |
| CD Badajoz           | 1:2    | UD Las Palmas      | 1:1      | 0:1       |
| FC Novelda           | 0:1    | CP Almería         | 0:1      | 0:0       |
| SD Eibar             | 1:0    | CD Toledo          | 1:0      | 0:0       |
| CD Talavera          | 1:3    | CP Mérida          | 1:0      | 0:3       |
| FC Zamora            | 2:6    | CD Teneriffa       | 2:2      | 0:4       |

## Dritte Hauptrunde
Die Hinspiele wurden am 14. und 15. Dezember 1999, die Rückspiele am 12. Januar 2000 ausgetragen.
|                     | Gesamt    |                    | Hinspiel | Rückspiel |
| ------------------- | --------- | ------------------ | -------- | --------- |
| Sporting Gijón      | 2:7       | Celta Vigo         | 0:3      | 2:4       |
| CP Almería          | 0:2       | FC Barcelona       | 0:0      | 0:2       |
| Deportivo La Coruña | (a)2:2(a) | FC Málaga          | 1:0      | 1:2       |
| CD Ourense          | 4:3       | RCD Mallorca       | 2:2      | 2:1       |
| UD Las Palmas       | 2:3       | Atlético Madrid    | 2:2      | 0:1       |
| CA Osasuna          | 3:2       | FC Valencia        | 3:0      | 0:2       |
| Real Saragossa      | 6:1       | Racing Santander   | 2:1      | 4:1       |
| Athletic Bilbao     | 0:1       | Rayo Vallecano     | 0:1      | 0:0       |
| CD Logroñés         | (a)4:4(a) | Real Oviedo        | 3:2      | 1:2       |
| Albacete Balompié   | 0:2       | Espanyol Barcelona | 0:0      | 0:2       |
| CP Mérida           | 2:0       | Betis Sevilla      | 1:0      | 1:0       |
| Real Unión Irún     | (a)2:2(a) | Deportivo Alavés   | 1:0      | 1:2       |
| UE Lleida           | (a)1:1(a) | SD Eibar           | 0:0      | 1:1       |
| FC Barakaldo        | 0:1       | FC Villarreal      | 0:0      | 0:1       |
| CD Teneriffa        | 2:4       | SD Compostela      | 2:2      | 0:2       |

- Real Madrid erhielt ein Freilos.

## Achtelfinale
Die Hinspiele wurden am 19. und 20. Januar, die Rückspiele am 1., 2. und 3. Februar 2000 ausgetragen.
|                    | Gesamt          |                     | Hinspiel | Rückspiel |
| ------------------ | --------------- | ------------------- | -------- | --------- |
| Real Saragossa     | 0:2             | Real Madrid         | 0:0      | 0:2       |
| CD Ourense         | 1:2             | FC Barcelona        | 1:2      | 0:0       |
| Real Unión Irún    | 0:5             | Atlético Madrid     | 0:3      | 0:2       |
| Espanyol Barcelona | 3:1             | Celta Vigo          | 2:1      | 1:0       |
| CA Osasuna         | 2:0             | Deportivo La Coruña | 1:0      | 1:0       |
| CP Mérida          | 1:0             | Real Oviedo         | 1:0      | 0:0       |
| SD Compostela      | 3:3 (4:2 i. E.) | FC Villarreal       | 3:0      | 0:3       |
| UE Lleida          | 3:6             | Rayo Vallecano      | 2:3      | 1:3       |

## Viertelfinale
Die Hinspiele wurden am 9. und 10. Februar, die Rückspiele am 16. und 17. Februar 2000 ausgetragen
|                    | Gesamt    |                | Hinspiel | Rückspiel |
| ------------------ | --------- | -------------- | -------- | --------- |
| CA Osasuna         | 0:6       | FC Barcelona   | 0:4      | 0:2       |
| Espanyol Barcelona | 5:2       | SD Compostela  | 5:1      | 0:1       |
| Atlético Madrid    | (a)2:2(a) | Rayo Vallecano | 0:0      | 2:2       |
| Real Madrid        | (a)2:2(a) | CP Mérida      | 1:0      | 1:2       |

## Halbfinale
Die Hinspiele wurden am 12. April, die Rückspiele am 26. April 2000 ausgetragen.
|                 | Gesamt |                    | Hinspiel | Rückspiel |
| --------------- | ------ | ------------------ | -------- | --------- |
| Real Madrid     | 0:1    | Espanyol Barcelona | 0:0      | 0:1       |
| Atlético Madrid | 6:0    | FC Barcelona       | 3:0      | 13:0 1    |

## Finale
| Espanyol Barcelona                          | Espanyol Barcelona | Atlético Madrid | Atlético Madrid |
| ------------------------------------------- | --- | --- | --------------- |
| Espanyol Barcelona                          | \| 27. Mai 2000 in Valencia (Estadio Mestalla) \| \| Ergebnis: 2:1 (1:0) \| \| Zuschauer: 53.000 \| \| Schiedsrichter: López Nieto \| | \| 27. Mai 2000 in Valencia (Estadio Mestalla) \| \| Ergebnis: 2:1 (1:0) \| \| Zuschauer: 53.000 \| \| Schiedsrichter: López Nieto \|                                                                                                   | Atlético Madrid |
| Espanyol Barcelona                          | Pablo Cavallero – Cristóbal Parralo, Nando, Mauricio Pochettino, Roger – Toni Velamazán, Sergio González, Constantin Gâlcă, Moisés Arteaga – Martín Posse (78. Pablo Rotchen), Raúl Tamudo (71. Manolo Serrano) Cheftrainer: Paco Flores | Toni Jiménez – Carlos Aguilera (75. Santiago Solari), Gaspar, Santi, Carlos Gamarra (50. José Juan Luque) – Joan Capdevila, Rubén Baraja, Juan Carlos Valerón, Hugo Leal – Kiko, Jimmy Floyd Hasselbaink Cheftrainer: Fernando Zambrano | Atlético Madrid |
| Espanyol Barcelona                          | 1:0 Raúl Tamudo (3.) 2:0 Sergio González (84.) | 2:1 Jimmy Floyd Hasselbaink (90.) | Atlético Madrid |
| Espanyol Barcelona                          | Nando (61.), Moisés Arteaga (70.) | Jimmy F. Hasselbaink (17.), Gaspar (30.), Rubén Baraja (81.) | Atlético Madrid |
| Espanyol Barcelona                          | Nando (77.) | | Atlético Madrid |
| Espanyol Barcelona                          | Santi (84.) | | Atlético Madrid |
| 27. Mai 2000 in Valencia (Estadio Mestalla) | | |                 |
| Ergebnis: 2:1 (1:0)                         | | |                 |
| Zuschauer: 53.000                           | | |                 |
| Schiedsrichter: López Nieto                 | | |                 |